# سینه‌زغالی
سینه‌زغالی (نام علمی: Anthracothorax) نام یک سرده از زیرخانواده مگس‌مرغیان است.
گونه ها:
- سینه‌زغالی گلوسبز, Anthracothorax viridigula
- سینه‌زغالی پیش‌سبز, Anthracothorax prevostii
- سینه‌زغالی گلوسیاه, Anthracothorax nigricollis
- سینه‌زغالی وراگوآیی, Anthracothorax veraguensis
- سینه‌زغالی آنتیل, Anthracothorax dominicus
- سینه‌زغالی سبز, Anthracothorax viridis
- سینه‌زغالی جامائیکایی, Anthracothorax mango